# 9997 COBE
سي أو بي إي (ويعرف أيضًا باسم 9997 سي أو بي إي وفق تسمية الكوكب الصغير) (بالإنجليزية: COBE)‏ هو كويكب ضمن حزام الكويكبات؛ وترتيبه 9997 من حيث الاكتشاف.
اكتُشف هذا الجُرم الفلكي بواسطة كورنيليس جوهانس فان هوتن في 25 مارس 1971، وأُطلق عليه هذا الاسم نسبةً إلى مستكشف الخلفية الكونية.

## وصلات خارجية
- 9997 COBE في قاعدة بيانات مختبر الدفع النفاث لأجرام النظام الشمسي الصغيرة

- الاكتشاف · مخطط المدار ·  العناصر المدارية · المعلمات المادية

- 9997 COBE على موقع ويكي سكاي: DSS2, SDSS, GALEX, IRAS, Hydrogen α, X-Ray, Astrophoto, Sky Map, Articles and images